# 汤米·苏吉亚托
汤米·苏吉亚托（1988年5月31日—）是印尼男子羽毛球運動員，專長單打項目。他的父親是前世界冠軍印尼羽毛球名將伊萨克·苏吉亚托。

## 簡歷

### 2013年世錦賽晉八強
2013年8月，汤米·苏吉亚托參加中國廣州舉行的世界羽毛球錦標賽，以8號種子身分出戰男子單打項目。他先後在首、次圈力克丹麥的汉斯-克里斯蒂安·维汀哈斯和中華台北的許仁豪晉級；第三圈面對11號種子、德國的马克·茨维布勒，亦以2比0（21-19、21-14）勝出；但至半準決賽，他卻以0比2（6-21、9-21）大敗給頭號種子、馬來西亞的李宗伟，8強止步。

### 2014年世錦賽晉四強
2014年8月，汤米·苏吉亚托參加丹麥哥本哈根舉行的世界羽毛球錦標賽，以5號種子身分出戰男子單打項目。他先後在首、次圈以2比0擊敗新加坡的黄梓良和俄羅斯的弗拉基米尔·马尔科夫晉級；第三圈面對9號種子、香港名將胡贇，亦以2比0（21-10、21-11）獲勝；及至半準決賽，他再以2比0（22-20、21-19）力克荷蘭老將方發財，闖進四強。他在準決賽对阵1號種子、中国选手谌龙，力戰後終以0比2（16-21、20-22）落敗，僅得季軍，但已突破個人在世錦賽的最佳成績。

### 2015年世錦賽
2015年8月，汤米·苏吉亚托參加印尼雅加達舉行的世界羽毛球錦標賽，以15號種子身分出戰男子單打項目。他在首圈以2-0擊敗西班牙選手巴勃罗·阿维安晉級，但在第二圈就以1比2（24-26、21-8、20-22）不敵香港的魏楠出局。

### 2017年世錦賽
2017年8月，苏吉亚托參加蘇格蘭格拉斯哥舉行的世界羽毛球錦標賽，出戰男子單打項目。他在首圈以2-0擊敗香港選手胡贇晉級，但在第二圈就以0比2（15-21、9-21）不敵14號種子、丹麥的安德斯·安东森出局。

## 主要比賽成績
只列出曾進入準決賽的國際賽事成績：
| 年份   | 賽事                     | 公開賽級別 | 項目     | 成績   |
| ------ | ------------------------ | ---------- | -------- | ------ |
| 2009年 | 印度羽毛球黃金大獎賽     | 黃金大獎賽 | 男子單打 | 準決賽 |
| 2009年 | 越南羽毛球大獎賽         | 大獎賽     | 男子單打 | 準決賽 |
| 2010年 | 馬來西亞羽毛球國際挑戰賽 | 國際挑戰賽 | 男子單打 | 冠軍   |
| 2010年 | 印度羽毛球國際挑戰賽     | 國際挑戰賽 | 男子單打 | 亞軍   |
| 2011年 | 伊朗羽毛球國際挑戰賽     | 國際挑戰賽 | 男子單打 | 冠軍   |
| 2011年 | 紐西蘭羽毛球國際挑戰賽   | 國際挑戰賽 | 男子單打 | 準決賽 |
| 2011年 | 澳洲羽毛球黃金大獎賽     | 黃金大獎賽 | 男子單打 | 準決賽 |
| 2011年 | 印尼羽毛球黃金大獎賽     | 黃金大獎賽 | 男子單打 | 亞軍   |
| 2011年 | 中華台北羽毛球黃金大獎賽 | 黃金大獎賽 | 男子單打 | 冠軍   |
| 2011年 | 意大利羽毛球國際賽       | 國際挑戰賽 | 男子單打 | 準決賽 |
| 2012年 | 德國羽毛球黃金大獎賽     | 黃金大獎賽 | 男子單打 | 準決賽 |
| 2012年 | 馬來西亞羽毛球黃金大獎賽 | 黃金大獎賽 | 男子單打 | 準決賽 |
| 2012年 | 香港羽毛球超級賽         | 超級賽     | 男子單打 | 準決賽 |
| 2012年 | 印度羽毛球黃金大獎賽     | 黃金大獎賽 | 男子單打 | 準決賽 |
| 2013年 | 德國羽毛球黃金大獎賽     | 黃金大獎賽 | 男子單打 | 亞軍   |
| 2013年 | 印尼羽毛球首要超級賽     | 首要超級賽 | 男子單打 | 準決賽 |
| 2013年 | 新加坡羽毛球超級賽       | 超級賽     | 男子單打 | 冠軍   |
| 2013年 | 印尼羽毛球黃金大獎賽     | 黃金大獎賽 | 男子單打 | 準決賽 |
| 2013年 | 香港羽毛球超級賽         | 超級賽     | 男子單打 | 準決賽 |
| 2013年 | 世界羽聯超級系列賽總決賽 | 首要超級賽 | 男子單打 | 銀牌   |
| 2014年 | 馬來西亞羽毛球首要超級賽 | 首要超級賽 | 男子單打 | 亞軍   |
| 2014年 | 湯姆斯盃                 | 其他       | 男子團體 | 準決賽 |
| 2014年 | 澳洲羽毛球超級賽         | 超級賽     | 男子單打 | 準決賽 |
| 2014年 | 世界羽毛球錦標賽         | 其他       | 男子單打 | 準決賽 |
| 2014年 | 法國羽毛球超級賽         | 超級賽     | 男子單打 | 準決賽 |
| 2014年 | 哥本哈根羽毛球大師賽     | 其他       | 男子單打 | 準決賽 |
| 2015年 | 印度羽毛球超級賽         | 超級賽     | 男子單打 | 準決賽 |
| 2015年 | 俄羅斯羽毛球大獎賽       | 大獎賽     | 男子單打 | 冠軍   |
| 2015年 | 越南羽毛球大獎賽         | 大獎賽     | 男子單打 | 冠軍   |
| 2015年 | 日本羽毛球超級賽         | 超級賽     | 男子單打 | 準決賽 |
| 2015年 | 丹麥羽毛球首要超級賽     | 首要超級賽 | 男子單打 | 亞軍   |
| 2015年 | 印尼羽毛球大師賽         | 黃金大獎賽 | 男子單打 | 冠軍   |
| 2016年 | 馬來西亞羽毛球大師賽     | 黃金大獎賽 | 男子單打 | 準決賽 |
| 2016年 | 亞洲羽毛球團體錦標賽     | 其他       | 男子團體 | 冠軍   |
| 2016年 | 湯姆斯盃                 | 其他       | 男子團體 | 亞軍   |
| 2017年 | 馬來西亞羽毛球大師賽     | 黃金大獎賽 | 男子單打 | 準決賽 |
| 2017年 | 泰國羽毛球大師賽         | 黃金大獎賽 | 男子單打 | 冠軍   |
| 2018年 | 泰國羽毛球大師賽         | 超級300賽  | 男子單打 | 冠軍   |
| 2018年 | 馬來西亞羽球公開賽       | 超級750賽  | 男子單打 | 準決賽 |
| 2018年 | 泰國羽毛球公開賽         | 超級500賽  | 男子單打 | 亞軍   |
| 2018年 | 韓國羽毛球公開賽         | 超級500賽  | 男子單打 | 亞軍   |
| 2019年 | 丹麥羽毛球公開賽         | 超級750賽  | 男子單打 | 準決賽 |
| 2021年 | 丹麥羽毛球公開賽         | 超級1000賽 | 男子單打 | 準決賽 |
| 2023年 | 越南羽毛球國際挑戰賽     | 國際挑戰賽 | 男子單打 | 準決賽 |
| 2023年 | 印尼棉蘭羽毛球大師賽     | 超級100賽  | 男子單打 | 準決賽 |

| 2007-2017年 | 首要超級賽 | 超級賽 | 黃金大獎賽 | 大獎賽 | 國際挑戰賽 | 國際系列賽 | 未來系列賽 | 其他 |

| 2018-2026年 | 總決賽 | 超級1000賽 | 超級750賽 | 超級500賽 | 超級300賽 | 超級100賽 | 國際挑戰賽 | 國際系列賽 | 未來系列賽 | 其他 |

### 奧運會和世錦賽參賽紀錄
|          | 2013 | 2014 | 2015 | 2016 | 2017 | 2018 | 2019 | 2020 | 2021  | 2022 |
| -------- | ---- | ---- | ---- | ---- | ---- | ---- | ---- | ---- | ----- | ---- |
| 男子單打 | 8強  | 季軍 | 32強 | 16強 | 32強 | 32強 | 32強 | －   | 64強1 | 64強 |

1 賽前退賽

## 外部連結
- 汤米·苏吉亚托在国际奥林匹克委员会的资料